# Скуїня Лаура
Лаура Скуїня (латис. Laura Skujiņa; нар. 10 липня 1987, Рига, Латвійська РСР) — латвійська борчиня вільного стилю, бронзова призерка чемпіонату світу, бронзова призерка чемпіонату Європи.

## Життєпис
Боротьбою займається з 1999 року. Була чемпіонкою Європи серед юніорів (2005) та серед кадетів (2004). Срібна призерка юніорської європейської першості 2006 року. Найкраща спортсменка Риги 2013 року.
Закінчила Ризький Езеркрастську середню школу та Латвійську академію спортивної педагогіки.
З 2008 року працює тренером з вільної боротьби в спортивній школі.
У 2014 році вона відкрила свій власний клуб — «Спортивний клуб боротьби Лаури Скуїні».

## Відзнаки
Лаура Скуїня визнана найкращим спортсменом у Ризі в 2013 і 2014 роках.

## Спортивні результати на міжнародних змаганнях

### Виступи на Чемпіонатах світу
| Змагання                        | Збірна | Вагова категорія          | Місце  |
| ------------------------------- | ------ | ------------------------- | ------ |
| Чемпіонат світу з боротьби 2005 | Латвія | жіноча боротьба, до 67 кг | 12     |
| Чемпіонат світу з боротьби 2007 | Латвія | жіноча боротьба, до 63 кг | 23     |
| Чемпіонат світу з боротьби 2009 | Латвія | жіноча боротьба, до 63 кг | 15     |
| Чемпіонат світу з боротьби 2010 | Латвія | жіноча боротьба, до 59 кг | 7      |
| Чемпіонат світу з боротьби 2011 | Латвія | жіноча боротьба, до 63 кг | 15     |
| Чемпіонат світу з боротьби 2012 | Латвія | жіноча боротьба, до 67 кг | 11     |
| Чемпіонат світу з боротьби 2013 | Латвія | жіноча боротьба, до 67 кг | 7      |
| Чемпіонат світу з боротьби 2014 | Латвія | жіноча боротьба, до 69 кг | Бронза |

### Виступи на Чемпіонатах Європи
| Змагання                         | Збірна | Вагова категорія          | Місце  |
| -------------------------------- | ------ | ------------------------- | ------ |
| Чемпіонат Європи з боротьби 2005 | Латвія | жіноча боротьба, до 67 кг | 11     |
| Чемпіонат Європи з боротьби 2006 | Латвія | жіноча боротьба, до 63 кг | 14     |
| Чемпіонат Європи з боротьби 2007 | Латвія | жіноча боротьба, до 63 кг | 12     |
| Чемпіонат Європи з боротьби 2008 | Латвія | жіноча боротьба, до 63 кг | 14     |
| Чемпіонат Європи з боротьби 2009 | Латвія | жіноча боротьба, до 63 кг | 8      |
| Чемпіонат Європи з боротьби 2010 | Латвія | жіноча боротьба, до 63 кг | 15     |
| Чемпіонат Європи з боротьби 2011 | Латвія | жіноча боротьба, до 63 кг | 5      |
| Чемпіонат Європи з боротьби 2014 | Латвія | жіноча боротьба, до 69 кг | Бронза |
| Чемпіонат Європи з боротьби 2016 | Латвія | жіноча боротьба, до 69 кг | 12     |
| Чемпіонат Європи з боротьби 2017 | Латвія | жіноча боротьба, до 63 кг | 5      |
| Чемпіонат Європи з боротьби 2018 | Латвія | жіноча боротьба, до 68 кг | 7      |

### Виступи на інших змаганнях
| Змагання                                                         | Збірна | Вагова категорія          | Місце  |
| ---------------------------------------------------------------- | ------ | ------------------------- | ------ |
| Klippan Lady Open 2006                                           | Латвія | жіноча боротьба, до 67 кг | 9      |
| Klippan Lady Open 2007                                           | Латвія | жіноча боротьба, до 67 кг | 5      |
| Олімпійський кваліфікаційний турнір з боротьби 2008 (Едмонтон)   | Латвія | жіноча боротьба, до 63 кг | 5      |
| Олімпійський кваліфікаційний турнір з боротьби 2008 (Хапаранда)  | Латвія | жіноча боротьба, до 63 кг | 16     |
| Гран-прі Німеччини з боротьби 2009                               | Латвія | жіноча боротьба, до 63 кг | 16     |
| Турнір Олександра Медведя 2011                                   | Латвія | жіноча боротьба, до 63 кг | Срібло |
| Золотий Гран-прі з боротьби 2011 (Баку)                          | Латвія | жіноча боротьба, до 63 кг | 5      |
| Київський Міжнародний турнір з боротьби 2011                     | Латвія | жіноча боротьба, до 63 кг | Золото |
| Відкритий чемпіонат Польщі з боротьби 2011                       | Латвія | жіноча боротьба, до 63 кг | 5      |
| Тестовий турнір FILA 2011                                        | Латвія | жіноча боротьба, до 63 кг | 5      |
| Турнір Олександра Медведя 2012                                   | Латвія | жіноча боротьба, до 67 кг | Золото |
| Меморіал Вацлава Циолковського 2013                              | Латвія | жіноча боротьба, до 67 кг | 5      |
| Henri Deglane Challenge 2013                                     | Латвія | жіноча боротьба, до 67 кг | Срібло |
| Золотий Гран-прі з боротьби 2014 (Париж)                         | Латвія | жіноча боротьба, до 63 кг | Срібло |
| Турнір Олександра Медведя 2014                                   | Латвія | жіноча боротьба, до 63 кг | Золото |
| Золотий Гран-прі з боротьби 2014 (Баку)                          | Латвія | жіноча боротьба, до 69 кг | Бронза |
| Відкритий чемпіонат Польщі з боротьби 2014                       | Латвія | жіноча боротьба, до 69 кг | Срібло |
| Гран-прі Парижа з боротьби 2015                                  | Латвія | жіноча боротьба, до 69 кг | Срібло |
| Турнір Олександра Медведя 2015                                   | Латвія | жіноча боротьба, до 69 кг | Бронза |
| Олімпійський кваліфікаційний турнір з боротьби 2016 (Зренянин)   | Латвія | жіноча боротьба, до 69 кг | Бронза |
| Олімпійський кваліфікаційний турнір з боротьби 2016 (Улан-Батор) | Латвія | жіноча боротьба, до 69 кг | 9      |
| Олімпійський кваліфікаційний турнір з боротьби 2016 (Стамбул)    | Латвія | жіноча боротьба, до 69 кг | 11     |
| Північний чемпіонат з боротьби 2016                              | Латвія | жіноча боротьба, до 69 кг | Золото |
| Klippan Lady Open 2018                                           | Латвія | жіноча боротьба, до 68 кг | 5      |
| Турнір Дана Колова — Николи Петрова 2018                         | Латвія | жіноча боротьба, до 69 кг | Бронза |

### Виступи на змаганнях молодших вікових груп
| Змагання                                       | Збірна | Вагова категорія          | Місце  |
| ---------------------------------------------- | ------ | ------------------------- | ------ |
| Чемпіонат Європи з боротьби серед кадетів 2003 | Латвія | жіноча боротьба, до 65 кг | 4      |
| Чемпіонат Європи з боротьби серед кадетів 2004 | Латвія | жіноча боротьба, до 65 кг | Золото |
| Чемпіонат Європи з боротьби серед юніорів 2004 | Латвія | жіноча боротьба, до 67 кг | 8      |
| Чемпіонат світу з боротьби серед юніорів 2005  | Латвія | жіноча боротьба, до 67 кг | 5      |
| Чемпіонат Європи з боротьби серед юніорів 2005 | Латвія | жіноча боротьба, до 67 кг | Золото |
| Чемпіонат Європи з боротьби серед юніорів 2006 | Латвія | жіноча боротьба, до 63 кг | Срібло |
| Чемпіонат світу з боротьби серед юніорів 2006  | Латвія | жіноча боротьба, до 63 кг | 13     |
| Чемпіонат Європи з боротьби серед юніорів 2007 | Латвія | жіноча боротьба, до 63 кг | 11     |
| Чемпіонат світу з боротьби серед юніорів 2007  | Латвія | жіноча боротьба, до 67 кг | 5      |